# Csapó Gabriella
Csapó Gabriella, Fekete Béláné, Búzás Györgyné (Nyíregyháza, 1954. augusztus 23. – Augsburg, 2023. június 19.) válogatott magyar röplabdázó, olimpikon. 1977-ben és 1979-ben az év női röplabdázójának választották Magyarországon.

## Pályafutása
1968 és 1970 között a Nyíregyházi Spartacus, 1971 és 1984: az Újpesti Dózsa, 1984 és 1986 között a nyugatnémet TSC Viktoria Augsburg röplabdázója volt. Az Újpesti Dózsával három magyarkupa-győzelmet ért el és tagja volt az 1976–77-es KEK-bronzérmes csapatnak. 1985-ben nyugatnémet bajnokságot nyert az augsburgi együttessel.
1972 és 1984 között 282 alkalommal szerepelt a válogatottban. Részt vett az 1976-os montréali és az 1980-as moszkvai olimpián. Mindkét tornán negyedik helyezést ért el a csapattal. Két világbajnokságon szerepelt. 1974-ben hatodik, 1982-ben tizedik helyezett lett a válogatott együttessel. 1975 és 1983 között öt Európa-bajnokságon vett részt amelyeken egy ezüst- és három bronzérmet szerzett a csapattal.
1977-ben és 1979-ben az év női röplabdázójának választották Magyarországon.

## Családja
Első férje Fekete Béla, második férje Búzás György jégkorongozó volt.

## Sikerei, díjai
- Olimpiai játékok
  - 4. (2): 1976, Montréal, 1980, Moszkva.
- Európa-bajnokság
  - ezüstérmes: 1975
  - bronzérmes (3): 1977, 1981, 1983
- Kupagyőztesek Európa Kupája (BEK)
  - bronzérmes: 1976–77
- Magyar bajnokság
  - 2. (9): 1971, 1973, 1974, 1975, 1976, 1977, 1979, 1983–84
  - 3. (5): 1978, 1980, 1981, 1981–82, 1982–83
- Magyar kupa
  - győztes (3): 1974, 1975, 1984
  - 2. (4): 1971, 1972, 1977, 1978
  - 3. (6): 1972, 1976, 1979, 1980, 1981, 1982
- Nyugatnémet bajnokság
  - bajnok: 1985